# 토마시 샬라문

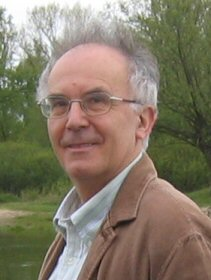
2005년의 살라문

토마시 살라문(슬로베니아어: Tomaž Šalamun, 1941년 7월 4일 ~ 2014년 12월 27일)은 슬로베니아의 시인으로 중앙 유럽의 신아방가르드 문학 운동의 대표적인 시인이다.